# Hydroptila caperata
Hydroptila caperata är en nattsländeart som beskrevs av Wells 1984. Hydroptila caperata ingår i släktet Hydroptila och familjen smånattsländor. Inga underarter finns listade i Catalogue of Life.